# 克韋區

克韋區（西班牙語：Distrito de Quehue），是秘魯的一個區，位於該國南部庫斯科大區的卡納斯省，始建於1917年11月17日，面積143.46平方公里，海拔高度3,792米，2005年人口3,544，人口密度每平方公里25人。